# Берчетт, Ричард
Ричард Берчетт (англ. Richard Burchett; 1815, Брайтон, Восточный Суссекс, Англия — 1875, Дублин , Ирландия) — британский художник исторического жанра, пейзажист, педагог. C 1852 года более двадцати лет возглавлял Королевский колледж искусств в Лондоне.

## Биография
Представитель прерафаэлитов. Писал также пейзажи.
Автор ряд настенных росписей, в том числе в Вестминстерском дворце и Музее Виктории и Альберта в Лондоне. 
Руководил женской школой искусств в Южном Кенсингтоне (ныне Королевский колледж искусств). Среди его учеников и учениц: королева Великобритании Виктория, Луиза Великобританская, герцогиня Аргайл, Хелен Аллингем, Губерт фон Геркомер, Кейт Гринуэй, Джордж Клаузен, Элизабет Томпсон, Люк Филдс, Уильям Харбутт и другие.
Автор нескольких методик, пособий и учебников по преподаванию живописи.

## Галерея
- Святилище с правом убежища, 1867, Галерея Гилдхолл, Лондон
- Скульптор Уильям Торелл, 1868, Музей Виктории и Альберта, Лондон
- Леди Джейн Грей, ок. 1854—1860, Музей Виктории и Альберта
- Пейзаж в окрестностях Сандауна на острове Уайт, 1855, Музей Виктории и Альберта